# Castro Barros
Castro Barros is een departement in de Argentijnse provincie La Rioja. Het departement (Spaans:  departamento) heeft een oppervlakte van 1.420 km² en telt 4.322 inwoners.

## Plaatsen in departement Castro Barros
- Agua Blanca
- Aminga
- Anillaco
- Anjullón
- Chuquis
- Las Peñas
- Los Molinos
- Pinchas
- San Pedro
- Santa Vera Cruz